# Olena Kondratiouk
Pour les articles homonymes, voir Kondratiouk.
Olena Kostiantynivna Kondratiouk (en ukrainien : Олена Костянтинівна Кондратюк), née le 17 novembre 1970 à Lviv (RSS d'Ukraine) est une femme politique ukrainienne.
Membre du Bloc Ioulia Tymochenko puis de l'Union panukrainienne « Patrie », elle est députée des VIe, VIIe, VIIIe et IXe législatures de la Rada. En 2019, elle devient vice-présidente de la Rada d'Ukraine lors de sa IXe législature.

## Biographie

### Jeunesse et formation
Olena Kondratiouk naît le 17 novembre 1970 à Lviv. En 1993, elle termine ses études à l'université nationale Ivan Franko de Lviv avec un diplôme en histoire. Docteure en sciences historiques, elle s'engage dans des recherches sur les mouvements sociaux en Ukraine.

### Carrière politique
De 2007 à 2012, Olena Kondratiouk est membre adjointe de la délégation ukrainienne à l'Initiative centre-européenne. De 2012 à 2014, elle est membre adjointe de la délégation ukrainienne auprès de l'Assemblée parlementaire du Conseil de l'Europe.
Lors des élections législatives de 2007, elle figure en 134e position sur la liste du Bloc Ioulia Tymochenko et est élue députée de la Rada d'Ukraine. Après la transformation du parti en l'Union panukrainienne « Patrie », Olena Kondratiouk en reste membre. Elle est réélue députée lors des élections de 2012, de 2014 et de 2019.
Elle est membre pendant plusieurs années de la commission de la Rada sur la liberté d'expression et la politique de l'information. En 2016, Olena Kondratiouk fait partie des cosignataires d'un projet de loi visant à imposer un quota de chansons ukrainiennes sur les stations de radio du pays.
En août 2019, après les élections législatives de juillet, elle est élue première vice-présidente de la Rada pour la IXe législature. Du 13 au 29 novembre 2020, elle est présidente du parlement à titre provisoire, en remplacement de Dmytro Razoumkov, absent pour des raisons de santé.
Durant l'invasion russe de l'Ukraine, elle représente à plusieurs reprises le pays à l'étranger, comme lors du 8e sommet des chefs de parlements du G20.